# Sirope dorado

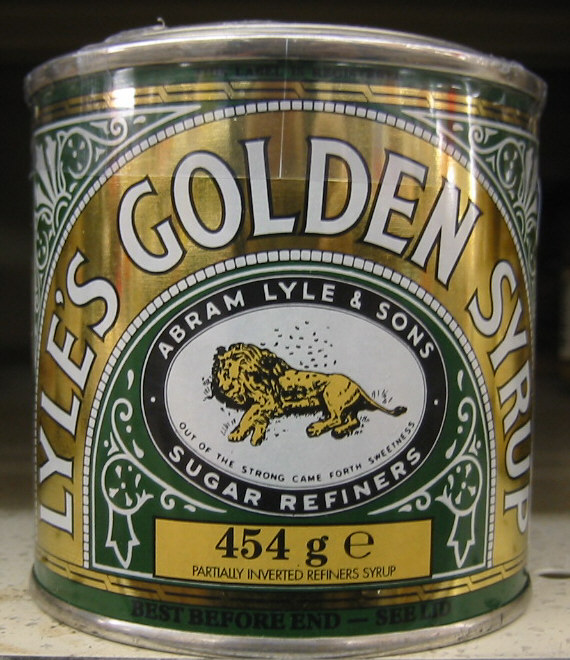
Una lata de Lyle's Golden Syrup.

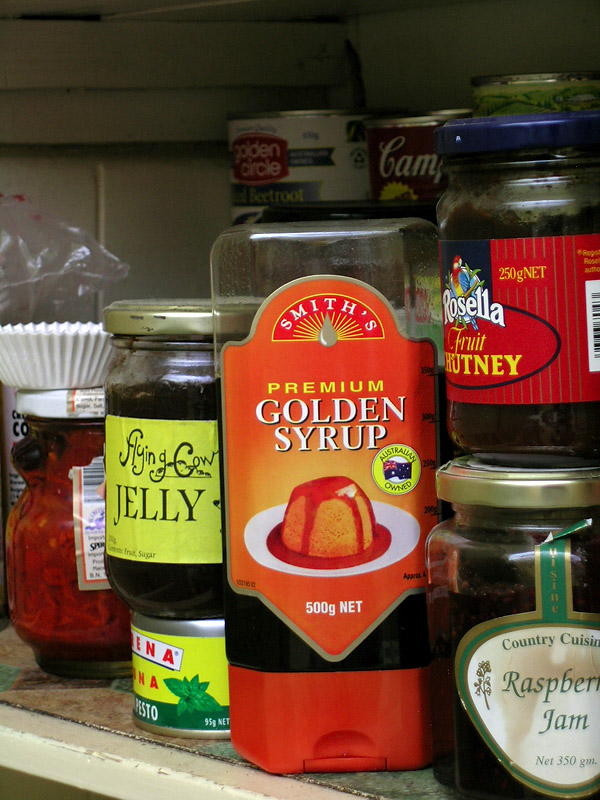
Una botella de sirope dorado.

El sirope dorado es una melaza clara. Es una forma espesa y de color ámbar del jarabe de azúcar invertido, hecho en el proceso de refinar el jugo de la caña de azúcar en azúcar, o mediante el tratamiento de una solución de azúcar con ácido. Se usa en diversas recetas de repostería y postres. Tiene una apariencia similar a la miel, y a menudo se usa como sustituto para la gente que no la toma. También puede emplearse como sustituto del jarabe de maíz.
La melaza tiene un color más rico que el sirope dorado, y un sabor más fuerte y ligeramente amargo.

## Historia
El sirope dorado fue inventado en 1883 por el escocés Abram Lyle cuando descubrió que un subproducto de la caña de azúcar refinada en su fábrica de Plaistow (East London) podía transformarse en una crema untable deliciosa y un endulzante para cocinar. Vendidas primero a los empleados de Lyle y los clientes locales en barriles de madera, las emblemáticas latas verdes y doradas en las que el sirope dorado de Lyle sigue vendiéndose fueron introducidas en 1885. La lata lleva un dibujo del cadáver putrefacto de un león con un enjambre de abejas, y el lema «De la fuerza procede la dulzura» (Out of the strong came forth sweetness). Se trata de una referencia a la historia bíblica del capítulo 14 del Libro de los Jueces en la que Sansón viajaba al país de los filisteos para buscar esposa. Durante el viaje mató un león, y cuando pasó por el mismo lugar a la vuelta advirtió que un enjambre de abejas había formado un panal de miel en el cadáver. Sansón transformó esto más tarde en un acertijo en su boda: «Del devorador salió comida, y del fuerte salió dulzura.» Aunque no se sabe exactamente por qué esta imagen y lema fueron elegidos, Abram Lyle fue un hombre profundamente religioso, y se ha sugerido que pueda aludir bien a la fuerza de la compañía Lyle o a las latas en las que se vende el sirope dorado. En 1904 fueron registrados juntos como marca comercial, y en 2006 el libro Guinness de récords mundiales la declaró marca más antigua de Gran Bretaña. El sirope dorado de Lyle recibió una Autorización Real en 1911.
En 1921 la empresa de Lyle se fusionó con Tate, una firma de refinado de azúcar fundad por sir Henry Tate en 1859, para convertirse en Tate & Lyle. Tate & Lyle es la única refinería de caña de azúcar del Reino Unido y la mayor de Europa. Actualmente vende un millón de latas de sirope dorado al mes. Para celebrar el 125.º aniversario del sirope dorado en 2008, Tate & Lyle vende el producto en latas de oro de edición limitada.

## Producción

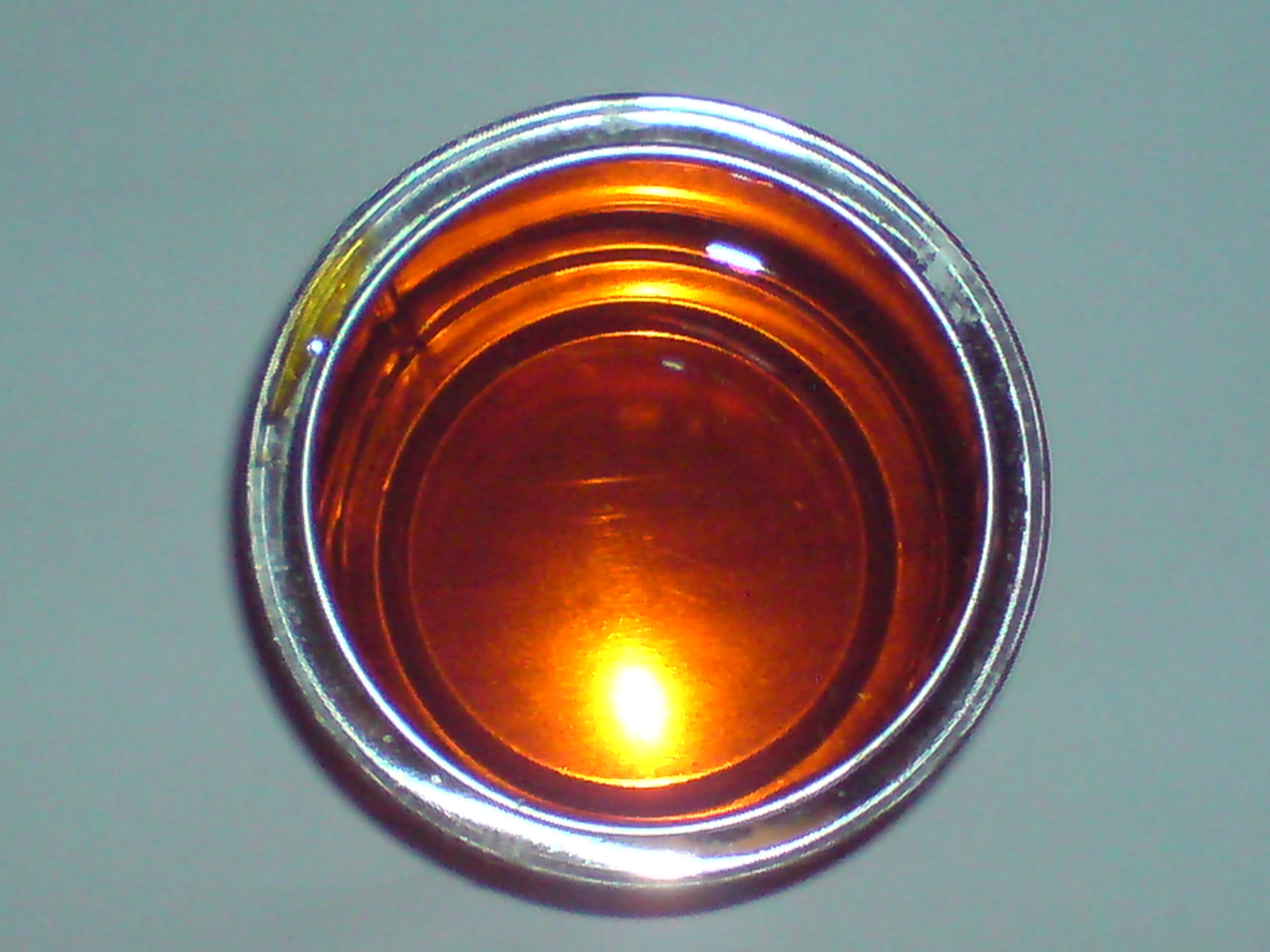
Sirope dorado en su lata.

En el refinado de la caña de azúcar, el sirope dorado es una combinación de subproductos de la etapa de cristalización, pero un producto equivalente se confecciona en las refinerías de remolacha azucarera al procesar una solución de azúcar y romper el disacárido sacarosa de forma que parte, pero no toda, se convierte en glucosa y fructosa. Esto se logra mediante hidrólisis ácida o añadiendo una encima invertasa.
Las reacciones químicas típicas son las que rompen los disacáridos con ácido clorhídrico, resultando en una solución ácida. Ésta se devuelve a la neutralidad añadiendo sosa cáustica, que es hidróxido de sodio. La consecuencia es que el sirope hecho según estas reacciones contiene sal (cloruro sódico).
La glucosa y fructosa cristalizan más lentamente que la sacarosa pero otorgan propiedades conservantes equivalentes a la solución. Como resulta, los siropes dorados son menos propensos a cristalizar que el jarabe de sacarosa pura. El alto contenido en fructosa le da un sabor más dulce que el de una solución equivalente de azúcar blanca: cuando se sustituye ésta por sirope dorado, se necesita cerca de un 25% menos para el mismo nivel de dulzor.
El término «invertido» procede del método usado para medir los siropes de azúcar. La luz planar que atraviesa una muestra de solución de sacaraosa pura es rotada (rotación óptica). A medida que la solución se transforma en una mezcla de sacarosa, fructosa y glucosa, la cantidad de rotación se reduce y la luz aparece invertida respecto a la luz pasada a través de la solución de sacarosa pura.
El sirope dorado de Lyle es parcialmente un jarabe de azúcar invertido. Consiste en jarabe de glucosa y fructosa producido por inversión, mezclado con el jarabe de sacarosa original en una proporción tal que crea una mezcla espesa que no cristaliza.